# Kastav
Kastav este un oraș în cantonul Primorje-Gorski kotar, Croația, având o populație de 10.440 de locuitori (2011).

## Demografie
Componența etnică a orașului Kastav
     Croați (86,86%)
     Sârbi (4,62%)
     Bosniaci (2,07%)
     Necunoscut (1,58%)
     Neclasificat (4,22%)
Componența confesională a orașului Kastav
     Catolici (77,67%)
     Fără religie și atei (7,46%)
     Ortodocși (5,08%)
     Musulmani (3,13%)
     Agnostici și sceptici (1,77%)
     Necunoscută (4,02%)
     Alte religii (0,83%)
Conform recensământului din 2011, orașul Kastav avea 10.440 de locuitori. Din punct de vedere etnic, majoritatea locuitorilor (86,86%) erau croați, existând și minorități de sârbi (4,62%) și bosniaci (2,07%). Apartenența etnică nu este cunoscută în cazul a 1,58% din locuitori. Din punct de vedere confesional, majoritatea locuitorilor (77,67%) erau catolici, existând și minorități de persoane fără religie și atei (7,46%), ortodocși (5,08%), musulmani (3,13%) și agnostici și sceptici (1,77%). Pentru 4,02% din locuitori nu este cunoscută apartenența confesională.